# Iglesia de Santa María (Valdediós)
La Iglesia de Santa María la Real está situada en la parroquia de Puelles, concejo de Villaviciosa, Principado de Asturias (España), dentro del Monasterio de Santa María de Valdediós y muy cerca de la iglesia de San Salvador de Valdediós
Se trata de un templo cisterciense de estilo románico construido en el siglo XIII. La iglesia es el único elemento que sobrevive de la construcción inicial del monasterio debido a que los demás edificios que completaban el grupo se deterioraron por las sucesivas inundaciones de la zona.
En la iglesia se conservan los tres únicos altares románicos de Asturias.

## Edificio
La iglesia está formada por tres naves con ábsides semicirculares, bóvedas de crucería.
- Datos: Q5992005
- Multimedia: Church of Santa María de Valdediós / Q5992005